# Maja Stage Nielsen
Maja Stage Nielsen (* 24. Juli 1988 in Esbjerg) ist eine dänische Triathletin. Sie ist zweifache Vize-Europameisterin auf der Triathlon-Mitteldistanz (2016, 2017) sowie der Duathlon-Langdistanz (2016).

## Werdegang
Maja Stage Nielsen fing mit zehn Jahren mit dem Golfsport an und sie spielte 2006 und 2007 für Dänemark in der Ladies European Golf Tour.
Sie ging erstmals 2005 als 17-Jährige im dänischen Fredericia bei der Triathlon-Weltmeisterschaft auf der Langdistanz an den Start und belegte den 30. Rang (Double Olympic, O2: 3 km Schwimmen, 80 km Radfahren und 20 km Laufen).

### Staatsmeisterin Duathlon und Triathlon 2014
Stage Nielsen startet seit 2014 als Profi-Athletin und im Mai wurde sie Staatsmeisterin Duathlon. Sie wurde im Juli auch dänische Staatsmeisterin auf der Triathlon Mitteldistanz und konnte diesen Titel 2015 erfolgreich verteidigen.

### Vize-Europameisterin 2016 und 2017
Im Mai 2016 wurde sie Vize-Europameisterin auf der Duathlon-Langdistanz und im September auch Vize-Europameisterin auf der Triathlon-Halbdistanz. Nur drei Wochen später startete sie auf Mallorca bei ihrem ersten Ironman-Rennen auf der Langdistanz (3,86 km Schwimmen, 180,2 km Radfahren und 42,195 km Laufen) und wurde im spanischen Alcúdia Zweite.
Im Juni 2017 wurde sie im Rahmen der Challenge Herning in Dänemark wie schon im Vorjahr erneut Triathlon-Vize-Europameisterin auf der Mitteldistanz. Im Juli 2018 wurde die damals 29-Jährige Fünfte bei der ITU-Weltmeisterschaft auf der Triathlon-Langdistanz und 2019 wurde sie erneut Fünfte. Beim Ironman Lanzarote wurde sie im Mai 2019 Zweite.
Im Juni 2021 belegte sie den vierten Rang bei den Ironman 70.3 European Championships im Rahmen des Ironman 70.3 Kronborg-Elsinore. 
Im Mai 2022 wurde sie Zehnte bei den erstmals außerhalb von Hawaii ausgetragenen und vom Oktober 2021 verschobenen Ironman World Championships.
Im Juni 2024 wurde die 35-Jährige Zweite im Ironman Hamburg und damit auch Zweite der Ironman European Championships.
Maja Stage Nielsen lebte seit 2009 für einige Jahre auf Lanzarote und arbeitete dort als Golf-Lehrerin.
Sie lebt heute wieder in ihrem Geburtsort Esbjerg und sie wird trainiert vom deutschen Ex-Profi Faris Al-Sultan.

## Sportliche Erfolge
| Datum/Jahr    | Rang | Wettbewerb                                           | Austragungsort      | Zeit     | Bemerkung |
| ------------- | ---- | ---------------------------------------------------- | ------------------- | -------- | --- |
| 22. Juni 2025 | 2    | Ironman 70.3 Westfriesland                           | Provinz Friesland   | 04:14:05 | |
| 29. Juni 2024 | 7    | Ironman 70.3 Les Sables d’Olonne                     | Les Sables-d’Olonne | 04:09:54 | |
| 7. Aug. 2021  | 5    | Ironman 70.3 Gdynia                                  | Gdynia              | 04:14:31 | |
| 11. März 2022 | 3    | Clash Miami                                          | Miami               | 03:08:08 | 1,7 km Schwimmen, 64,7 km Radfahren und 16,9 km Laufen |
| 27. Juni 2021 | 4    | Ironman 70.3 European Championships                  | Helsingør           | 04:16:18 | Vierte der Ironman 70.3 European Championships beim Ironman 70.3 Kronborg-Elsinore                                                                                     |
| 5. Sep. 2020  | 2    | Ironman 70.3 Tallinn                                 | Tallinn             | 04:13:15 | |
| 5. Aug. 2017  | 2    | Ironman 70.3 Otepää                                  | Otepää              | 04:37:17 | |
| 10. Juni 2017 | 2    | ETU Middle Distance Triathlon European Championships | Barcelona           | 04:21:10 | wie im Vorjahr Vize-Europameisterin auf der Mitteldistanz im Rahmen der Challenge Herning                                                                              |
| 2016          | 2    | DEN Middle Distance Triathlon National Championships | Danemark            |          | Vize-Staatsmeisterin Triathlon |
| 4. Sep. 2016  | 2    | ETU Middle Distance Triathlon European Championships | Walchsee            | 04:19:49 | Vize-Europameisterin auf der Halbdistanz als Zweite im Rahmen der Challenge Walchsee-Kaiserwinkl                                                                       |
| 16. Aug. 2015 | 1    | DEN Middle Distance Triathlon National Championships | Danemark            | 04:29:00 | Staatsmeisterin Triathlon |
| 6. Aug. 2016  | 3    | Challenge Fredericia                                 | Fredericia          | 04:23:56 | bei der Erstaustragung hinter der Siegerin Camilla Pedersen |
| 18. Okt. 2014 | 3    | ETU Middle Distance Triathlon European Championships | Paguera             | 04:44:17 | Europameisterschaft auf der Mitteldistanz im Rahmen der Challenge Paguera-Mallorca                                                                                     |
| 14. Sep. 2014 | 3    | Ironman 70.3 Rügen                                   | Binz                |          | bei der Erstaustragung – das Rennen musste witterungsbedingt ohne die Schwimmdistanz als Duathlon ausgetragen werden (5 km Laufen, 90 km Radfahren und 21,1 km Laufen) |
| 6. Juli 2014  | 1    | DEN Middle Distance Triathlon National Championships | Danemark            | 04:21:33 | Staatsmeisterin Triathlon |
| 3. Nov. 2013  | 1    | Ocean Lava Lanzarote Triathlon                       | Lanzarote           | 05:00:45 | Siegerin auf der Mitteldistanz |
| 2012          | 2    | DEN Middle Distance Triathlon National Championships | Danemark            |          | Vize-Staatsmeisterin Triathlon |
| Nov. 2012     | 1    | Ocean Lava Lanzarote Triathlon                       | Lanzarote           |          | Siegerin auf der Mitteldistanz |
| 11. Sep. 2011 |      | Ironman 70.3 World Championships                     | Las Vegas           |          | Siebte der AG F18-24 |
| 14. Aug. 2011 |      | Ironman 70.3 Germany                                 | Wiesbaden           |          | Zweite der AG F18-24 bei der 70.3 European Championship |
| 14. Mai 2011  |      | Ironman 70.3 Mallorca                                | Alcúdia             |          | Siegerin der AG F18-24 bei der Erstaustragung – und damit qualifiziert für die 70.3 Worlds Championship, Las Vegas                                                     |

| Datum/Jahr    | Rang | Wettbewerb                                      | Austragungsort    | Zeit     | Bemerkung                                       |
| ------------- | ---- | ----------------------------------------------- | ----------------- | -------- | ----------------------------------------------- |
| 30. März 2025 | 5    | Ironman South Africa                            | Port Elizabeth    | 09:15:09 |                                                 |
| 22. Sep. 2024 | 13   | Ironman World Championships                     | Nizza             | 09:36:34 |                                                 |
| 2. Juni 2024  | 2    | Ironman Hamburg                                 | Hamburg           | 08:21:54 | [ 9 ]                                           |
| 27. Apr. 2024 | 7    | Ironman Texas                                   | The Woodlands     | 09:00:14 |                                                 |
| 14. Okt. 2023 | 21   | Ironman Hawaii                                  | Hawaii            | 09:05:26 |                                                 |
| 22. Apr. 2023 | 2    | Ironman Texas                                   | The Woodlands     | 08:34:51 |                                                 |
| 25. Nov. 2022 | 5    | Ironman Israel                                  | Tiberias          | 09:01:54 | bei der Erstaustragung                          |
| 6. Okt. 2022  | 12   | Ironman Hawaii                                  | Hawaii            | 09:14:04 | [ 10 ]                                          |
| 7. Mai 2022   | 10   | Ironman St. George                              | St. George        | 09:14:32 | Ironman World Championships 2021                |
| 24. Nov. 2019 | 2    | Ironman Mexico                                  | Cozumel           | 08:52:26 | persönliche Ironman-Bestzeit                    |
| 12. Okt. 2019 | 11   | Ironman Hawaii                                  | Hawaii            | 09:10:28 |                                                 |
| 25. Mai 2019  | 2    | Ironman Lanzarote                               | Puerto del Carmen | 10:03:41 |                                                 |
| 4. Mai 2019   | 5    | ITU Long Distance Triathlon World Championships | Pontevedra        | 05:57:13 | Weltmeisterschaft auf der Triathlon Langdistanz |
| 13. Okt. 2018 | 15   | Ironman Hawaii                                  | Hawaii            | 09:10:23 |                                                 |
| 29. Juli 2018 | 3    | Ironman Hamburg                                 | Hamburg           | 08:21:23 | Austragung ohne die Schwimmdistanz als Duathlon |
| 14. Juli 2018 | 5    | ITU Long Distance Triathlon World Championships | Fyn               | 06:08:29 | ITU-Weltmeisterschaft Triathlon-Langdistanz     |
| 15. Apr. 2018 | 9    | Ironman South Africa                            | Port Elizabeth    | 09:37:21 |                                                 |
| 14. Okt. 2017 | 12   | Ironman Hawaii                                  | Hawaii            | 09:25:38 |                                                 |
| 22. Apr. 2017 | 3    | Ironman Texas                                   | The Woodlands     | 09:01:00 |                                                 |
| 24. Sep. 2016 | 2    | Ironman Mallorca                                | Alcúdia           | 09:23:40 | erster Ironman-Start                            |
| 6. Aug. 2005  | 30   | ITU Long Distance Triathlon World Championships | Fredericia        | 07:21:35 | Triathlon-Weltmeisterschaft auf der Langdistanz |

| Datum/Jahr    | Rang | Wettbewerb                                             | Austragungsort    | Zeit     | Bemerkung                                                                                                |
| ------------- | ---- | ------------------------------------------------------ | ----------------- | -------- | --- |
| 8. Mai 2016   | 2    | ETU Long Distance Duathlon European Championships      | Kopenhagen        | 02:48:55 | Vize-Europameisterin auf der Duathlon-Langdistanz (10 km Laufen, 60 km Radfahren und 10 km zweiter Lauf) |
| 11. Apr. 2015 | 3    | ETU Long Distance Duathlon European Championships      | Horst aan de Maas | 02:48:45 | |
| 11. Mai 2014  | 1    | DEN Duathlon National Championships                    | Danemark          | 02:03:57 | Staatsmeisterin                                                                                          |
| 12. Mai 2012  | 2    | DEN Duathlon National Championships                    | Danemark          | 02:04:21 | Vize-Staatsmeisterin, hinter Susanne Svendsen                                                            |
| 29. Apr. 2012 | 1    | ETU Long Distance Duathlon European Championship 20–24 | Horst aan de Maas | 03:09:12 | Europameisterin der Altersklasse 20–24                                                                   |

(DNF – Did Not Finish)